# Mike Patton
Michael Allan Patton (Eureka, 27 de janeiro de 1968) é um músico norte-americano, conhecido por ser vocalista da banda Faith No More.
Além de seu trabalho mais célebre como frontman do Faith No More, Patton participou ou participa dos projetos como Mr. Bungle, Fantômas, Peeping Tom e Tomahawk. Foi um dos fundadores da Ipecac Recordings juntamente com Greg Werckman, em 1999.
Mike Patton é também conhecido pela utilização da maior variedade de estilos e técnicas vocais. Os seus espetáculos contam sempre com passagens de falsettos, vozes guturais, entre outros. Devido ao seu talento vocal, Patton é referido muitas vezes como Mr. 1000 Voices (Senhor das 1000 vozes).
Em maio de 2006, lançou o álbum Peeping Tom com o seu projeto homônimo ao qual chamou uma nova versão da música pop, em entrevista sobre o álbum ele se referia que se ouvisse rádio o estilo da estação seria assim, como tal ecletismo contou com a participação de vários músicos convidados como Norah Jones, Bebel Gilberto, Kid Koala, Doseone, Massive Attack, Odd Nosdam, Jel e Dub Trio.
No cinema, produziu a trilha sonora dos filmes: "A Perfect Place" e "Crank: High Voltage" e "Making 'Crank 2'". Atuou como protagonista no filme "Firecracker" (2006), e emprestou sua voz para diversos filmes, na locução ou dublagem de personagens.
Depois de mais de 10 anos separados, no começo de abril de 2009, Mike Patton e os integrantes do Faith No More se reuniram e anunciaram a volta da banda aos palcos. Eles afirmam que não é propriamente um retorno da banda, apenas uma reunião para uma turnê europeia, porém, além destes 32 shows desta turnê europeia, constam ainda shows na América do Sul, incluindo 4 apresentações no Brasil. Posteriormente, a banda lançou o primeiro álbum de inéditas em 18 anos, intitulado Sol Invictus, de 2015.
Ainda em sua carreira solo, Patton lançou em 2010, Mondo Cane, uma coleção de suas interpretações muito próprias de vários sucessos do pop italiano. O repertório do Mondo Cane ficou calcado no disco homônimo, que surpreendeu público e crítica menos pelo inusitado do repertório, do que pela fluência de Patton no italiano.
O músico americano foi casado de 1994 a 2001 com a artista plástica italiana Titi Zuccatosta e morou na Itália durante temporadas, onde aprendeu um italiano impecável, além de falar português e espanhol. Michael Allan Patton é de longe um dos mais versáteis e talentosos cantores de rock da história, também um dos mais valiosos, já que durante toda sua trajetória dividiu-se em três partes: o Faith no More, o Mr. Bungle e projetos de rock experimental, sendo que nos dias de hoje, ele possui pelo menos sete projetos.  Patton possui um público fiel que ultrapassou gerações e o considera um dos nomes mais importantes da história do rock. Por suas idiossincrasias, ideias inovadoras e experimentais, é comparado a artistas como Frank Zappa e John Zorn.
Por influência dos irmãos Max Cavalera e Iggor Cavalera, Mike Patton tornou-se admirador e torcedor fanático pelo Palmeiras. Posou várias vezes com a camisa oficial do clube pelo qual se apaixonou após um show no antigo Palestra Itália, na década de 90. Patton também é um fervoroso torcedor do San Jose Sharks, equipe da National Hockey League.

## Filmografia
- 1990 - Live at the Brixton Academy, London: You Fat Bastards por Faith No More (VHS)
- 1993 - Video Croissant por Faith No More (VHS)
- 1993 - Vídeo Macumba - Filme de curta metragem compilado por Mike Patton
- 1998 - Who Cares a Lot?: The Greatest Videos by Faith No More (VHS)
- 2002 - A Bookshelf on Top of the Sky: 12 Stories About John Zorn
- 2004 - The Inner or Deep Part of an Animal or Plant Structure por Björk
- 2004 - Wamego: Making Movies Anywhere - Documentário e making off de Firecracker
- 2005 - Firecracker - Frank/David
- 2006 - Live at the Brixton Academy, London: You Fat Bastards/Who Cares a Lot?: The Greatest Videos por Faith No More (DVD duplo anteriormente lançado em VHS)
- 2007 - Kaada/Patton Live - DVD ao vivo
- 2007 - Eu Sou a Lenda - Vozes dos monstros
- 2008 - A Perfect Place - Trilha sonora do curta metragem (Lançado como edição especial em CD/DVD)
- 2008 - Live From London 2006 - DVD ao vivo da Fantomas Melvins Big Band em Londres em 1 de Maio de 2006
- 2008 - Metalocalypse - Vozes do personagem Rikki Kixx nos episódios "Snakes N Barrels II" parte 1 e 2. Foi ao ar no Cartoon Network em 24 de Agosto 2008.
- 2009 - Crank 2: High Voltage - Trilha Sonora
- 2010 - Bunraku - Narrador